# Bez rodiny
Bez rodiny je film z roku 2000. Scénář filmu je založen na románu Sans Famille (český název: Bezdomovci) Hectora Malota.

## Děj
Děj se odehrává kolem malého chlapce jménem Remi, který neví, kdo jsou jeho rodiče. Chránila ho žena jménem Barbara, spolu žili ve vesnici, jeho nevlastní otec pracoval v Paříži, dokud nebyl zmrzačen, a tak je chlapec nucen vydělávat pro rodinu. Se svým pánem a s jeho tři psy a opicí cestují po Francii až najde svůj pravý domov. V tuto chvíli končí film.